# Lövfallagölen
Lövfallagölen är en sjö i Askersunds kommun i Närke och ingår i Motala ströms huvudavrinningsområde. Lövfallagölen ligger i Orkarebäckens naturreservat och strax norr om sjön ligger Vena gruvfält.